# Eudokia Makrembolitissa
Eudokia Makrembolitissa (Εὐδοκία Μακρεμβολίτισσα; asi 1021 – 1096) byla byzantská císařovna, postupně manželka císařů Konstantina X. Duky a Romana IV. Diogena. V letech 1067-68 působila jako regentka za své nezletilé syny Michaela VII. a Konstantia Duky a regentství se vzdala sňatkem s Romanem IV. Když byl v roce 1071 Roman IV. sesazen, ujala se regentství za své syny, ale byla nucena znovu rezignovat. Dožila v klášteře.
Eudokia Makrembolitissa byla neteří Michaela Kerullaria, patriarchy konstantinopolského, jehož sestra si vzala Jana Makrembolita. Michael Psellos byl velmi blízký její rodině a Eudokia ho považovala za „strýce“. Podle Psella byla velmi ušlechtilá, krásná a inteligentní. Eudokia se provdala za Konstantina X. Duku někdy před rokem 1050. Měli sedm dětí, z nichž šest se dožilo dospělosti:
- Michael VII. Dukas, císař
- Andronikos Dukas, spoluvládce od 1068 do 1078
- Konstantios Dukas, spoluvládce od asi 1060 až 1078, zemřel 1081
- Anna Dukaina, jeptiška
- Theodora Dukaina, která se provdala za benátského dóžete Domenica Selva
- Zoe Dukaina, která se provdala za Adriana Komnena, bratra císaře Alexia I. Komnena